# ピープル (雑誌)
『ピープル』（People）は、 アメリカ合衆国の週刊誌で、有名人に関するニュース、ヒューマンインタレスト記事、ゴシップなどを専門に扱っている。メレディス・コーポレーションが発行している。
2009年には4660万人の読者を獲得し、アメリカの雑誌の中で最大の読者数を誇っていたが、2018年には読者数が3590万人に激減し、2位に転落した。2011年の広告収入は99億7千万ドルで、アメリカの雑誌の中での最高を記録した。年間の発行部数は375万部で、見込みの収益は15億ドルを超えていた。
2005年10月には、編集、発行部数、広告の優秀性が評価され、『アドバタイジング・エイジ』誌の「マガジン・オブ・ザ・イヤー」に選ばれた。2006年10月には、『アドバタイジング・エイジ』誌の年間「A-list」で6位、『アドウィーク』誌の「Brand Blazers」で3位にランクされた。
『ピープル』のウェブサイトPeople.comでは、有名人のニュースやヒューマンインタレスト記事を中心に取り上げている。2015年2月には、同ウェブサイトのユニークビジター数が7,200万人という新記録を更新した。
『ピープル』は、「世界で最も美しい人物」(World's Most Beautiful)、「ベスト＆ワーストドレッサー」(Best & Worst Dressed)、「最もセクシーな男」(Sexiest Man Alive)などのランキングを発表していることでも知られている。
雑誌の編集本部はニューヨークにあり、ロサンゼルスとロンドンに支局がある。経済的な理由から、2006年にオースティン、マイアミ、シカゴの支局を閉鎖した。

## 歴史
『ピープル』のコンセプトは、当時のタイム社の最高経営責任者であり、週刊誌『ライフ』誌の元発行人のアンドリュー・ハイスケルによるものである。『ピープル』の創刊編集長のリチャード・B・"ディック"・ストーリーは、『ライフ』誌の元編集長補佐であり、1963年にジョン・F・ケネディ暗殺事件の際にタイム社のためにザプルーダー・フィルムを入手した。
ストーリー編集長は、この雑誌を「ニュースの原因となっている人々、ニュースに巻き込まれている人々、あるいはニュースに巻き込まれるに値する人々の元に回帰する。我々の焦点は、事件ではなく人物にある。」と特徴づけた。人物に焦点を当てた雑誌であり続けようとする、このストーリーのほとんど宗教的な決意が、『ピープル』の初期の急速な成功に大きく貢献した。毎週雑誌を出すために、創刊時のスタッフは、毎週2～3日はオフィスの床で寝泊まりし、必要のない外部の仕事を厳しく制限した。1974年3月4日に発刊された創刊号では、当時映画『華麗なるギャツビー』に主演していた女優のミア・ファローが表紙を飾った。この号では、グロリア・ヴァンダービルト、アレクサンドル・ソルジェニーツィンや、ベトナム戦争で戦闘中に行方不明になったアメリカ兵の妻たちについての記事も掲載されていた。この雑誌は、表紙を除いてモノクロで印刷されていた。当初の表紙価格は35セント（2019年の物価換算で1.81ドル）だった。
創刊時の小さな編集チームには、その13か月前に休刊した『ライフ』誌の編集者、記者、写真家、写真編集者が含まれていた。編集チームには、編集長のストーリーのほか、上級編集者としてハル・ウィンゴ（ESPNアンカーのトレイ・ウィンゴの父）、サム・アンジェロフ（後の『Us』誌創刊時の編集長）、ロバート・エメット・ジーナ（後の映画プロデューサー）、記者としてジェームズ・ワターズ（演劇評論家）とロナルド・B・スコット（後に大統領候補ミット・ロムニーの伝記作家）、『タイム』誌の元上級編集者リチャード・バーグハイム、写真編集長に『ライフ』誌の写真家だったジョン・ローエンガード、デザイン・アーティストとしてバーナード・ウェーバーなどがいた。また、伝説の写真家アルフレッド・アイゼンスタットやジョン・ミリなど、多くの著名な『ライフ』誌の写真家が本誌に貢献している。
1996年、タイム社はスペイン語版の『ピープル・エン・エスパニョール』(People en Español)を創刊した。当初は英語版の記事の翻訳が大半だったが、次第にスペイン語版独自の記事が多くなっていった。
2002年、有名人のスタイル、ファッションなどに焦点を当てた『ピープル・スタイルウォッチ』(People Stylewatch)を創刊した。2017年春、『ピープル・スタイルウォッチ』は『ピープル・スタイル』(PeopleStyle)に改題された。2017年後半には、『ピープル・スタイル』はオンライン版のみとなった。
オーストラリアでは、すでに『ピープル』という別の雑誌があったため、『フー』(Who)というタイトルでローカライズ版が発行された。2008年にインドのローカライズ版が発行されたが、2013年に休刊となった。
2016年9月、『ピープル』は『エンターテインメント・ウィークリー』誌と共同でオンライン放送サイト"People/Entertainment Weekly Network"を立ち上げた。2017年9月に"PeopleTV"に改称された。
2017年、『ピープル』を発行するタイム社がメレディス・コーポレーションにより買収された。メレディス社は、タイム社が発行していた雑誌のいくつかを他社に売却したが、『ピープル』はメレディス社が発行を続けている。

### ティーン・ピープル
1998年よりティーン向けの姉妹誌『Teen People』も発行されていたが、2006年7月27日に休刊が発表された。2006年9月号が最終号となり 、定期購読者には、残りの契約分は『エンターテイメント・ウイークリー』が送られた。休刊の理由としては、広告ページの減少、他のティーン向け雑誌やインターネットとの競合、発行部数の減少などが挙げられていた。翌春には同公式サイトTeenPeople.comもPeople.comに併合された。People.comの編集者マーク・ゴリンは「TeenPeople.comとしてブランド化されたティーンに焦点を当てた記事を掲載する」と説明した。

### 最もセクシーな男
『ピープル』誌は毎年、「最もセクシーな男」（"Sexiest Man Alive"）の企画を実施しており、著名人が一人選ばれる。これは、『タイム』誌のパーソン・オブ・ザ・イヤーと同様の手順により決定される。このタイトルの由来は、メル・ギブソンの記事について議論している際、誰かが「オー・マイ・ゴッド、彼こそがこの世で最もセクシーな男だ(Sexiest Man Alive)だ!」と叫び、他の誰かが「それをカバーラインにしよう」と言ったのが始まりである。
最初の10年ほどは、この特集は不定期に行われていた。概ね冬の時期に行われていたが、掲載時期が一定でなかったため、間隔が7か月から1年半とバラバラになっていた。1994年には実施されなかった（その21年後、1994年の間隔を埋めるためにキアヌ・リーブスが選ばれ、ヒュー・グラントとジム・キャリーが次点に選ばれた）。1997年以降は、11月中旬から12月上旬の間に実施されている。
同様の企画が他の雑誌でも毎年発表されているが、世界で最も注目を集めているものが『ピープル』誌による「最もセクシーな男」であり、CNN、ABC、FOX、ロイター通信、AP通信などの大手ニュース媒体をはじめとした様々なマスメディアまでもが報道する、いわば日本の「流行語大賞」のような位置づけにある。
2019年現在、歴代の受賞者で亡くなったのはジョン・F・ケネディ・Jr(JFK Jr.)とパトリック・スウェイジの2人である。芸能人以外の受賞者は、JFK Jr.とデヴィッド・ベッカムの2人である。また、JFK Jr.は最年少受賞者（当時27歳）でもある。最年長受賞者はショーン・コネリー（当時59歳）である。
発表のあった雑誌の発行日、受賞者、選考時の受賞者の年齢を以下に挙げる。括弧内は、複数回受賞した場合のそれまでの受賞回数である。
| 発表年月日               | 受賞者                                      | 年齢  | 備考                                                                                     |
| ------------------------ | ------------------------------------------- | ----- | ---------------------------------------------------------------------------------------- |
| 1985-02-04               | メル・ギブソン                              | 29    |                                                                                          |
| 1986-01-27               | マーク・ハーモン                            | 34    |                                                                                          |
| 1987-03-30               | ハリー・ハムリン                            | 35    |                                                                                          |
| 1988-09-12               | ジョン・F・ケネディ・Jr                     | 27    |                                                                                          |
| 1989-12-16               | ショーン・コネリー                          | 59    | 初のスコットランド人受賞者                                                               |
| 1990-07-23               | トム・クルーズ                              | 28    |                                                                                          |
| 1991-07-23               | パトリック・スウェイジ                      | 39    |                                                                                          |
| 1992-03-16               | ニック・ノルティ                            | 51    |                                                                                          |
| 1993-10-19               | リチャード・ギア (1) シンディ・クロフォード | 44 27 | この年は「最もセクシーなカップル」(Sexiest Couple Alive)として選ばれた                   |
| 1994（発表は2015-11-18） | キアヌ・リーブス                            | 30    | この年には発表が行われなかったため、21年後の2015年に改めて選定された。年齢は1994年当時。 |
| 1995-01-30               | ブラッド・ピット (1)                        | 31    |                                                                                          |
| 1996-07-29               | デンゼル・ワシントン                        | 41    | 初のアフリカ系アメリカ人受賞者で、2012年までで唯一の有色人種受賞者                       |
| 1997-11-17               | ジョージ・クルーニー (1)                    | 36    |                                                                                          |
| 1998-11-16               | ハリソン・フォード                          | 56    |                                                                                          |
| 1999-11-15               | リチャード・ギア (2)                        | 50    |                                                                                          |
| 2000-11-13               | ブラッド・ピット (2)                        | 36    |                                                                                          |
| 2001-11-26               | ピアース・ブロスナン                        | 48    | 初のアイルランド人受賞者                                                                 |
| 2002-12-02               | ベン・アフレック                            | 30    |                                                                                          |
| 2003-12-01               | ジョニー・デップ (1)                        | 40    |                                                                                          |
| 2004-11-29               | ジュード・ロウ                              | 31    | 初のイングランド人受賞者                                                                 |
| 2005-11-28               | マシュー・マコノヒー                        | 36    |                                                                                          |
| 2006-11-27               | ジョージ・クルーニー (2)                    | 45    |                                                                                          |
| 2007-11-26               | マット・デイモン                            | 37    |                                                                                          |
| 2008-11-25               | ヒュー・ジャックマン                        | 40    | 初のオーストラリア人受賞者                                                               |
| 2009-11-18               | ジョニー・デップ (2)                        | 46    |                                                                                          |
| 2010-11-17               | ライアン・レイノルズ                        | 34    | 初のカナダ人受賞者                                                                       |
| 2011-11-16               | ブラッドリー・クーパー                      | 36    |                                                                                          |
| 2012-11-14               | チャニング・テイタム                        | 32    |                                                                                          |
| 2013-11-19               | アダム・レヴィーン                          | 34    |                                                                                          |
| 2014-11-19               | クリス・ヘムズワース                        | 31    |                                                                                          |
| 2015-11-17               | デビッド・ベッカム                          | 40    |                                                                                          |
| 2016-11-15               | ドウェイン・ジョンソン                      | 44    |                                                                                          |
| 2017-11-27               | ブレイク・シェルトン                        | 41    |                                                                                          |
| 2018-11-05               | イドリス・エルバ                            | 46    |                                                                                          |
| 2019-11-13               | ジョン・レジェンド                          | 40    |                                                                                          |
| 2020-11-30               | マイケル・B・ジョーダン                     | 33    |                                                                                          |
| 2021-11-10               | ポール・ラッド                              | 52    |                                                                                          |

### 最もセクシーな女
2014年12月、『ピープル』誌は「最もセクシーな女」(Sexiest Woman Alive)を発表したが、翌年以降は実施されていない。
| 発表年月日 | 受賞者           | 年齢 | 備考 |
| ---------- | ---------------- | ---- | ---- |
| 2014-12-25 | ケイト・アプトン | 22   |      |

また、1993年10月19日号では、「最もセクシーな男」ではなく「最もセクシーなカップル」として、リチャード・ギアとともにシンディ・クロフォードが選出された。

### 今年最も魅力的な人物
『ピープル』誌は毎年年末に、過去12か月間にメディアの注目を集めた25組の個人またはカップルを選び、年末の特別号"25 Most Intriguing People of the Year"（今年最も魅力的な人物25組）で紹介している。世界のリーダーや政治活動家、有名な俳優や芸能人、優秀なアスリート、著名な実業家、著名な科学者などを、それぞれ1ページまたは半ページの特集記事で紹介する。ニュースやタブロイドメディアで異例のインパクトを与えた一般人が選出されることもある。

### 最も美しい人100人
『ピープル』誌は、「最も美しい人100人」(100 Most Beautiful People)を毎年発表している。2006年までは「最も美しい人50人」だった。
これまでに最も多く選ばれたのはジュリア・ロバーツの5回で、次いでミシェル・ファイファー、ジェニファー・アニストン、ケイト・ハドソンが2回選ばれている。
2020年には、ゴールディ・ホーン、その娘のケイト・ハドソン、そしてハドソンの娘ロニーの3人が「最も美しい人」の特集号で初めて多世代で表紙を飾った。また、ホーンと孫娘のロニーは、それぞれ「最も美しい人」に選ばれた最年長・最年少となった。
以下に、「最も美しい人100人（50人）」の第1位になった人物を挙げる。括弧内は、複数回受賞した場合のそれまでの受賞回数である。
| 発表年月日 | 受賞者                       | 年齢 | 備考 |
| ---------- | ---------------------------- | ---- | ---- |
| 1990-06-01 | ミシェル・ファイファー (1)   | 32   |      |
| 1991-06-07 | ジュリア・ロバーツ (1)       | 23   |      |
| 1992-05-04 | ジョディー・フォスター       | 29   |      |
| 1993-05-03 | シンディ・クロフォード       | 27   |      |
| 1994-05-08 | メグ・ライアン               | 32   |      |
| 1995-05-08 | コートニー・コックス         | 30   |      |
| 1996-05-08 | メル・ギブソン               | 40   |      |
| 1997-05-12 | トム・クルーズ               | 34   |      |
| 1998-05-12 | ヘンリー・ナシフ             | 36   |      |
| 1999-05-14 | ミシェル・ファイファー (2)   | 41   |      |
| 2000-05-08 | ジュリア・ロバーツ (2)       | 32   |      |
| 2001-05-14 | キャサリン・ゼタ＝ジョーンズ | 31   |      |
| 2002-05-13 | ニコール・キッドマン         | 34   |      |
| 2003-05-12 | ハル・ベリー                 | 36   |      |
| 2004-05-30 | ジェニファー・アニストン (1) | 35   |      |
| 2005-05-08 | ジュリア・ロバーツ (3)       | 37   |      |
| 2006-04-28 | アンジェリーナ・ジョリー     | 30   |      |
| 2007-04-27 | ドリュー・バリモア           | 32   |      |
| 2008-05-02 | ケイト・ハドソン (1)         | 29   |      |
| 2009-05-11 | クリスティナ・アップルゲイト | 37   |      |
| 2010-04-30 | ジュリア・ロバーツ (4)       | 42   |      |
| 2011-04-15 | ジェニファー・ロペス         | 41   |      |
| 2012-04-27 | ビヨンセ・ノウルズ           | 30   |      |
| 2013-04-26 | グウィネス・パルトロー       | 40   |      |
| 2014-05-05 | ルピタ・ニョンゴ             | 31   |      |
| 2015-04-24 | サンドラ・ブロック           | 50   |      |
| 2016-04-20 | ジェニファー・アニストン (2) | 47   |      |
| 2017-04-19 | ジュリア・ロバーツ (5)       | 49   |      |
| 2018-04-18 | P!NK                         | 38   |      |
| 2019-04-24 | ジェニファー・ガーナー       | 47   |      |
| 2020-05-04 | ゴールディ・ホーン           | 74   |      |
| 2020-05-04 | ケイト・ハドソン (2)         | 41   |      |
| 2020-05-04 | ロニー・ハドソン・フジカワ   | 1    |      |
| 2021-04-12 | スカーレット・ヨハンソン     | 36   |      |

### ピープル・マガジン・アワード
2014年12月18日に第1回の表彰が開催された。

#### 第1回（2014年）
- コメディスター賞：ケビン・ハート
- テレビパフォーマンス賞（男優）：ジョン・ハム「マッドメン」
- テレビパフォーマンス賞（女優）：リサ・クドロー「The Comeback」
- モデル賞：カーリー・クロス
- 次世代のスター賞：クロエ・グレース・モレッツ
- セレブリティロールモデル賞：ケイト・ハドソン
- 最もセクシーな女性賞：ケイト・アプトン
- トークショー司会賞：ジミー・ファロン
- 映画パフォーマンス賞（男優）：マイケル・キートン『バードマン あるいは（無知がもたらす予期せぬ奇跡）』
- 映画パフォーマンス賞（女優）：ジェニファー・アニストン『Cake』
- スタイルアイコン賞：グウェン・ステファニー